# Аззауи, Исмаил
Исмаил Аззауи (нидерл. Ismail Azzaoui; родился 7 ноября 1994 года в Брюсселе, Бельгия) — бельгийский футболист, вингер азербайджанского клуба «Омония 29М».

## Клубная карьера
Аззауи — воспитанник клубов «Андерлехт» и английского «Тоттенхэм Хотспур». В 2015 году Исмаил перешёл в немецкий «Вольфсбург». Сумма трансфера составила 500 тыс. евро. 21 ноября в матче против бременского «Вердера» он дебютировал в Бундеслиге, заменив во втором тайме Даниэля Калиджури.
В сезоне 2017/18 Исмаил Аззауи на правах аренды перешел в клуб Эредивизи «Виллем II».

## Международная карьера
В 2015 году Аззауи в составе юношеской сборной Бельгии вышел в полуфинал юношеского чемпионата Европы в Болгарии. На турнире он сыграл в матчах против команд Германии, Чехии, Словении, Хорватии и Франции. В поединках против хорватов и французов Исмаил забил три гола.
В том же году Аззауи помог юношеской сборной занять третье место на юношеском чемпионате мира в Чили. На турнире он сыграл в матчах против команд Гондураса, Эквадора и дважды Мали.

## Достижения
Международные
Бельгия (до 17)
- Бронзовый призёр юношеского чемпионата мира — 2015